# Alessandro Pin
Alessandro Pin (Portogruaro, 15 settembre 1929 – Sanremo, 11 gennaio 2011) è stato un calciatore italiano, di ruolo centrocampista.

## Caratteristiche tecniche
Era un'ala sinistra.

## Carriera
Cresciuto nel Portogruaro, passato al Brescia ha fatto il suo esordio in Serie B a Lucca il 14 settembre 1952 in Lucchese-Brescia (0-0). Ha poi militato sempre nella serie cadetta con la Pro Patria dal 1953 al 1958, con una parentesi in prestito nella Sanremese in Serie C nel 1954-1955, e nel Lecce nel 1955-56. In tutto in Serie B ha disputato 68 partite così suddivise: 22 gare con 4 reti nel Brescia e 46 partite e 6 reti nella Pro Patria.